# Дьявол в деталях. Дело Миранды
«Дьявол в деталях. Дело Миранды» (англ. Miranda's Victim) — американский исторический драматический фильм 2023 года режиссёра Мишель Даннер с Эбигейл Бреслин, Люком Уилсоном, Райаном Филиппом, Мирей Инос, Эмили ВанКэмп и Дональдом Сазерлендом в главных ролях. Фильм основан на истории из жизни Патрисии «Триш» Вейр, которая была похищена и изнасилована Эрнесто Мирандой в 1963 году. Также в фильме показано происхождение Правила Миранды.

## Сюжет
В 1966 году Патрисия, уже будучи замужем и с ребенком, слышит в новостях о решении Верховного суда США, принявшего «правило Миранды». Это шокирует ее и вызывает воспоминания о событиях трехлетней давности. В 1963 году 18-летняя Патрисия «Триш» вместе со старшей сестрой обратилась за медицинской помощью после того, как подверглась изнасилованию. Мать Триш сначала сомневается, стоит ли обращаться в полицию, но в конце концов соглашается поддержать дочь. Детективы начинают расследование и довольно быстро выходят на подозреваемого — латиноамериканца Эрнесто Миранду. Триш опознает его.
Пока идет следствие, Патрисия выходит замуж, но муж не знает о произошедшем с ней. Миранда, понимая, что ему грозит большой срок, вместе с адвокатом подаёт иск о нарушении его прав. Полицейские на допросе обманули парня и вынудили признаться, не объяснив, что он имеет право отказаться от дачи показаний. Суд встает на сторону Миранды — полученное в 1963 году признание аннулируется. Дело вот-вот развалится, но на Миранду дает показания его бывшая жена, которая завела новые отношения и не хочет, чтобы бывшего выпустили из тюрьмы.
Патрисия вынуждена снова давать показания в суде. Она рассказывает правду мужу, и тот реагирует агрессивно, боясь публичного скандала. На повторном суде Миранду присяжные признают подсудимого виновным, а судья приговаривает его к 20 годам тюремного заключения. Миранда вышел условно-досрочно через 8 лет, но вскоре был убит в драке в баре.

## В ролях
- Эбигейл Бреслин — Патрисия «Триш» Вейр
- Люк Уилсон — адвокат Лоуренс Туроф
- Райан Филлипп — адвокат Джон Дж. Флин
- Мирей Инос — Зеола Вейр, мать Триш
- Эмили Ванкэмп — Анн Вейр, сестра Триш
- Себастиан Куинн — Эрнесто Миранда
- Энрике Мурсиано — детектив Кули
- Брент Секстон — сержант Найлс
- Дональд Сазерленд — судья Лоренс Т. Врен
- Энди Гарсиа — адвокат Элвин Мур
- Тэрин Мэннинг — Твилла Хоффман, подруга Эрнесто Миранды
- Кайл Маклахлен — председатель Верховного суда США Эрл Уоррен

## Производство
В мае 2022 года было объявлено, что в фильме снимутся Эбигейл Брейслин, Люк Уилсон, Дональд Сазерленд и Энди Гарсия. В июне 2022 года к основному актерскому составу присоединились Филипп, Маклахлан, Инос.
Съемки начались в Нью-Джерси в июне 2022 года. Фильм был снят в Мидлтауне, Нью-Джерси и Ред-Банке, Нью-Джерси и в Университете Монмута.

## Показ
Мировая премьера фильма «Дьявол в деталях. Дело Миранды» состоялась на Международном кинофестивале в Санта-Барбаре 8 февраля 2023 года. В прокат он был выпущен компанией Vertical Entertainment 6 октября 2023 года.

## Реакция
На сайте-агрегаторе рецензий «Rotten Tomatoes» у фильма 81 % положительных рецензий на основе  26 рецензий.
Дональд Либенсон из RogerEbert.com похвалил игру актеров фильма, назвав актерский состав «превосходным».